# میگان سیمونز
میگان سیمونز (انگلیسی: Meighan Simmons؛ زادهٔ ۲۵ ژانویهٔ ۱۹۹۲) بازیکن بسکتبال اهل ایالات متحده آمریکا است.